# Modena Football Club 1967-1968
Questa pagina raccoglie le informazioni riguardanti il Modena Football Club nelle competizioni ufficiali della stagione 1967-1968.

## Rosa
| N. |                   | Ruolo | Calciatore         |
| -- | ----------------- | ----- | ------------------ |
|    | Italia (bandiera) | C     | Elio Abbati        |
|    | Italia (bandiera) | P     | Amos Adani         |
|    | Italia (bandiera) | D     | Bruno Baiardo      |
|    | Italia (bandiera) | D     | Gianni Balugani    |
|    | Italia (bandiera) | D     | Giuseppe Barucco   |
|    | Italia (bandiera) | D     | Gianfranco Borsari |
|    | Italia (bandiera) | A     | Giorgio Braglia    |
|    | Italia (bandiera) | C     | Mauro Bucciarelli  |
|    | Italia (bandiera) | C     | Pietro Camozzi     |
|    | Italia (bandiera) | P     | Angelo Colombo     |
|    | Italia (bandiera) | A     | Giovanni Console   |

| N. |                   | Ruolo | Calciatore            |
| -- | ----------------- | ----- | --------------------- |
|    | Italia (bandiera) | A     | Vincenzo Damiano      |
|    | Italia (bandiera) | A     | Ferdinando Di Stefano |
|    | Italia (bandiera) | D     | Dario Dolci           |
|    | Italia (bandiera) | D     | Giorgio Ferrari       |
|    | Italia (bandiera) | C     | Bruno Franzini        |
|    | Italia (bandiera) | C     | Rinaldo Frezza        |
|    | Italia (bandiera) | A     | Gabriele Gualazzini   |
|    | Italia (bandiera) | A     | Mario Iseppi          |
|    | Italia (bandiera) | C     | Antonio Soncini       |
|    | Cile (bandiera)   | A     | Jorge Toro            |
|    | Italia (bandiera) | D     | Claudio Vellani       |

## Risultati

### Serie B

#### Girone di andata
| 10 settembre 1967 1ª giornata | Modena | 2 – 1 | Genoa |  |

| 17 settembre 1967 2ª giornata | Bari | 2 – 0 | Modena |  |

| 24 settembre 1967 3ª giornata | Modena | 1 – 1 | Monza |  |

| 1º ottobre 1967 4ª giornata | Novara | 2 – 1 | Modena |  |

| 8 ottobre 1967 5ª giornata | Modena | 0 – 0 | Messina |  |

| 15 ottobre 1967 6ª giornata | Reggina | 3 – 1 | Modena |  |

| 22 ottobre 1967 7ª giornata | Modena | 1 – 1 | Livorno |  |

| 29 ottobre 1967 8ª giornata | Verona | 2 – 1 | Modena |  |

| 5 novembre 1967 9ª giornata | Modena | 1 – 1 | Pisa |  |

| 12 novembre 1967 10ª giornata | Perugia | 0 – 0 | Modena |  |

| 19 novembre 1967 11ª giornata | Modena | 3 – 0 | Potenza |  |

| 3 dicembre 1967 13ª giornata | Palermo | 1 – 0 | Modena |  |

| 10 dicembre 1967 14ª giornata | Catanzaro | 0 – 1 | Modena |  |

| 17 dicembre 1967 15ª giornata | Modena | 0 – 0 | Lazio |  |

| 24 dicembre 1967 16ª giornata | Catania | 2 – 0 | Modena |  |

| 31 dicembre 1967 17ª giornata | Modena | 1 – 1 | Foggia & Incedit |  |

| 7 gennaio 1968 18ª giornata | Reggiana | 2 – 0 | Modena |  |

| 14 gennaio 1968 19ª giornata | Modena | 1 – 1 | Lecco |  |

| 21 gennaio 1968 20ª giornata | Modena | 1 – 2 | Padova |  |

| 28 gennaio 1968 21ª giornata | Venezia | 1 – 0 | Modena |  |

#### Girone di ritorno
| 4 febbraio 1968 22ª giornata | Genoa | 0 – 0 | Modena |  |

| 11 febbraio 1968 23ª giornata | Modena | 2 – 2 | Bari |  |

| 18 febbraio 1968 24ª giornata | Monza | 1 – 1 | Modena |  |

| 25 febbraio 1968 25ª giornata | Modena | 2 – 1 | Novara |  |

| 3 marzo 1968 26ª giornata | Messina | 1 – 1 | Modena |  |

| 10 marzo 1968 27ª giornata | Modena | 2 – 0 | Reggina |  |

| 17 marzo 1968 28ª giornata | Livorno | 0 – 0 | Modena |  |

| 24 marzo 1968 29ª giornata | Modena | 1 – 1 | Verona |  |

| 31 marzo 1968 30ª giornata | Pisa | 1 – 0 | Modena |  |

| 7 aprile 1968 31ª giornata | Modena | 2 – 1 | Perugia |  |

| 14 aprile 1968 32ª giornata | Potenza | 0 – 1 | Modena |  |

| 28 aprile 1968 34ª giornata | Modena | 3 – 1 | Palermo |  |

| 5 maggio 1968 35ª giornata | Modena | 2 – 0 | Catanzaro |  |

| 12 maggio 1968 36ª giornata | Lazio | 2 – 0 | Modena |  |

| 19 maggio 1968 37ª giornata | Modena | 3 – 1 | Catania |  |

| 26 maggio 1968 38ª giornata | Foggia & Incedit | 2 – 1 | Modena |  |

| 2 giugno 1968 39ª giornata | Modena | 1 – 0 | Reggiana |  |

| 9 giugno 1968 40ª giornata | Lecco | 0 – 0 | Modena |  |

| 16 giugno 1968 41ª giornata | Padova | 0 – 0 | Modena |  |

| 23 giugno 1968 42ª giornata | Modena | 2 – 3 | Venezia |  |

## Statistiche

### Statistiche di squadra
| Competizione | Punti | In casa | In casa | In casa | In casa | In casa | In casa | In trasferta | In trasferta | In trasferta | In trasferta | In trasferta | In trasferta | Totale | Totale | Totale | Totale | Totale | Totale | DR |
| Competizione | Punti | G       | V       | N       | P       | Gf      | Gs      | G            | V            | N            | P            | Gf           | Gs           | G      | V      | N      | P      | Gf     | Gs     | DR |
| ------------ | ----- | ------- | ------- | ------- | ------- | ------- | ------- | ------------ | ------------ | ------------ | ------------ | ------------ | ------------ | ------ | ------ | ------ | ------ | ------ | ------ | -- |
| Serie B      | 37    | 20      | 9       | 9       | 2       | 31      | 18      | 20           | 1            | 8            | 11           | 8            | 23           | 40     | 10     | 17     | 13     | 39     | 41     | -2 |
| Coppa Italia |       | 1       | 1       | 0       | 0       | 3       | 2       | 1            | 0            | 0            | 1            | 0            | 1            | 2      | 1      | 0      | 1      | 3      | 3      | 0  |
| Totale       |       | 21      | 10      | 9       | 2       | 34      | 20      | 21           | 1            | 8            | 12           | 8            | 24           | 42     | 11     | 17     | 14     | 42     | 44     | -2 |

### Statistiche dei giocatori
| Giocatore      | Serie B  | Serie B | Coppa Italia | Coppa Italia | Totale   | Totale |
| Giocatore      | Presenze | Reti    | Presenze     | Reti         | Presenze | Reti   |
| -------------- | -------- | ------- | ------------ | ------------ | -------- | ------ |
| E. Abbati      | 5        | 0       | 1            | 0            | 6        | 0      |
| A. Adani       | 22       | -23     | 2            | -3           | 24       | -26    |
| B. Baiardo     | 31       | 0       | 1            | 0            | 32       | 0      |
| G. Balugani    | 1        | 0       | -            | -            | 1        | 0      |
| G. Barucco     | 33       | 0       | 1            | 0            | 34       | 0      |
| G. Borsari     | 37       | 0       | 1            | 0            | 38       | 0      |
| G. Braglia     | 14       | 3       | 1            | 1            | 15       | 4      |
| M. Bucciarelli | 2        | 0       | -            | -            | 2        | 0      |
| P. Camozzi     | 34       | 4       | 2            | 0            | 36       | 4      |
| A. Colombo     | 18       | -18     | 1            | 0            | 19       | -18    |
| G. Console     | 27       | 4       | 1            | 0            | 28       | 4      |
| V. Damiano     | 29       | 4       | 2            | 1            | 31       | 5      |
| F. Di Stefano  | 16       | 1       | 1            | 0            | 17       | 1      |
| D. Dolci       | 24       | 0       | 1            | 0            | 25       | 0      |
| G. Ferrari     | 9        | 2       | 2            | 0            | 11       | 2      |
| B. Franzini    | 29       | 0       | 2            | 0            | 31       | 0      |
| R. Frezza      | 13       | 0       | -            | -            | 13       | 0      |
| G. Gualazzini  | 13       | 3       | -            | -            | 13       | 3      |
| M. Iseppi      | 12       | 4       | 2            | 0            | 14       | 4      |
| A. Soncini     | 12       | 2       | -            | -            | 12       | 2      |
| J. Toro        | 26       | 7       | 1            | 1            | 27       | 8      |
| C. Vellani     | 33       | 3       | 2            | 0            | 35       | 3      |